# 유나이티드 큐브 콘서트
유나이티드 큐브 콘서트(United Cube Concert)는 2011년 진행된 큐브 엔터테인먼트의 콘서트 투어로, 포미닛, 비스트, G.NA, 에이핑크, 허각, 마리오가 출연하였다.